# Piezochaerus monnei
Piezochaerus monnei là một loài bọ cánh cứng trong họ Cerambycidae.